# 格里芬斯米爾斯 (紐約州)
格里芬斯米爾斯（英語：Griffins Mills）是位於美國紐約州伊利縣的非建制地區。

## 歷史
格里芬斯米爾斯的郵局於1827年設立，其後於1903年停運。

## 地理
格里芬斯米爾斯所處的海拔為高於海平面284米（即932英呎），而該地所採用的時區為UTC-5，即北美东部时区（EST）。同時該地設有夏令時間，為UTC-5調快一小時，即UTC-4（EDT）。